# Dodecatoma fuscicornis
Dodecatoma fuscicornis är en skalbaggsart som beskrevs av Henry Stephen Gorham 1895. Dodecatoma fuscicornis ingår i släktet Dodecatoma och familjen Rhagophthalmidae. Inga underarter finns listade i Catalogue of Life.